# Xã East Buffalo, Quận Union, Pennsylvania
Xã East Buffalo (tiếng Anh: East Buffalo Township) là một xã thuộc quận Union, tiểu bang Pennsylvania, Hoa Kỳ. Năm 2010, dân số của xã này là 6.414 người.